# Rembrandt
Rembrandt Harmenszoon van Rijn (n. 15 iulie 1606, Leiden, Comitatul Olanda, Provinciile Unite – d. 4 octombrie 1669, Amsterdam, Comitatul Olanda, Provinciile Unite) a fost un pictor și gravor neerlandez din secolul al XVII-lea, considerat unul din cei mai mari pictori din istoria artei, celebru și pentru desenele și gravurile sale.
A trăit în perioada denumită "epoca de aur olandeză", timp în care cultura, știința, comerțul și influența politică a Olandei au atins apogeul. Rembrandt este autorul a 600 picturi, 300 gravuri și peste 2000 desene. Maestru al tehnicei de clar-obscur, Rembrandt a fost "singurul pictor care și-a putut permite să amestece noroiul cu strălucirea ochilor, focul cu cenușa, sau să facă culorile să strălucească proaspăt, ca o floare, pe giulgiul mortuar roz sau bleu deschis" (Élie Faure).

## Biografia

### Tinerețea și anii de ucenicie

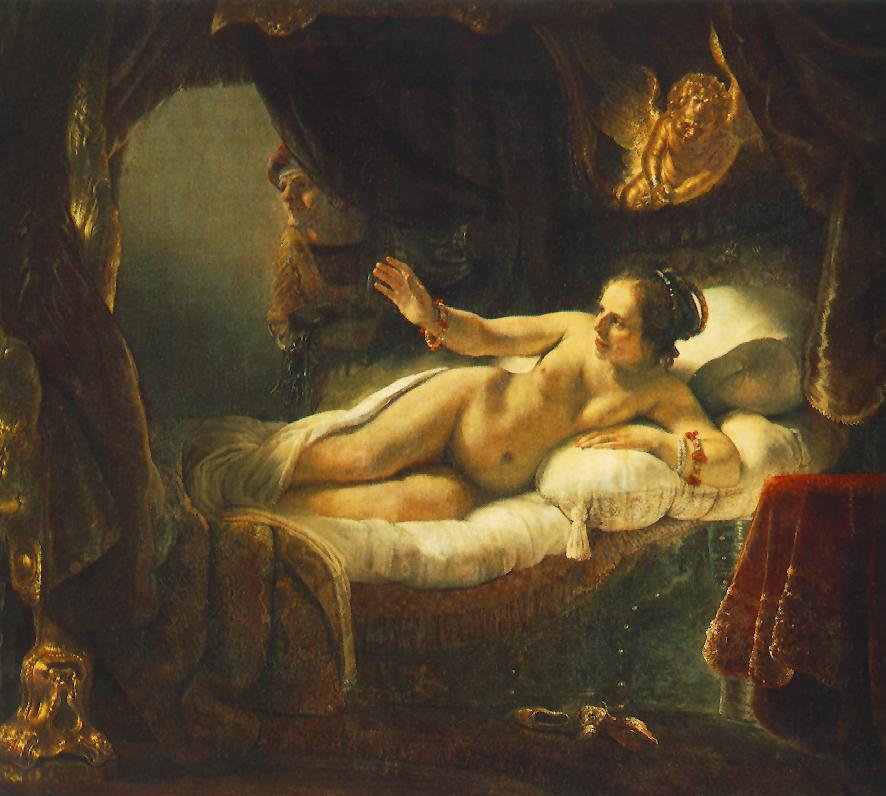
Tabloul Danae, după restaurare

Rembrandt a fost fiul morarului Harmen Gerritzoon van Rijn și al Corneliei Willemsdochter van Zuitbroeck. Dintre toți frații săi, el este singurul care învață să scrie și să citească într-o școală latină; în 1620 se înscrie la universitatea din Leiden, dar rămâne acolo doar câteva luni, fiindcă vrea să devină pictor. Tânărul Rembrandt își începe studiile de pictură în atelierul lui Jacob van Swanenburgh .Timp de trei ani învață aici tehnica picturii. Pânzele lui - uneori copii ale lucrărilor altor maeștri - îi atestă deosebitul talent, ceea ce determină pe părinții săi să-l trimită în anul 1624 la Amsterdam, unde se perfecționează în atelierul lui Pieterzoon Lastman, care călătorise în Italia și era influențat de Michelangelo Merisi zis Caravaggio. Deși studiază la el numai șase luni, Rembrandt preia de la Lastman stilul narativ și modul de reprezentare a stărilor sufletești la figurile înfățișate. Însă înainte de orice, descoperă tehnica clarobscurului.
Rembrandt părăsește Amsterdamul pentru a-și deschide la Leiden un atelier propriu. I se alătură Jan Lievens, un talentat pictor, și el elev al lui Lastman. În atelierul lor comun sunt atrași numeroși clienți, printre care și cunoscutul umanist Constantijn Huygens, secretarul personal al stathouder-ului Olandei, Henric Frederic de Orania. Probabil sub influența lui Huygens, care-i recunoscuse talentul, Rembrandt se hotărăște să se stabilească la Amsterdam, știind că marele oraș olandez este în măsură să ofere talentului său condițiile de care în Leiden nu ar fi putut beneficia.

### Perioada de glorie în Amsterdam
Rembrandt se stabilește la Amsterdam în 1633. Grație renumelui său artistic, negustorul de artă Hendryck van Uylenburg îi propune să-și deschidă un atelier la el. Prin intermediul acestuia, Rembrandt obține o primă comandă importantă, Lecția de anatomie a doctorului Tulp. Tabloul este o lucrare de maestru și Rembrandt pătrunde în cercul marilor pictori olandezi. Comenzile se succed continuu, în special din partea familiilor bogate din Amsterdam, care îi comandă portrete. În 1634, stathouder-ul Henric Frederic îi comandă, prin intermediul lui Huygens, tabloul intitulat Patimile Domnului.

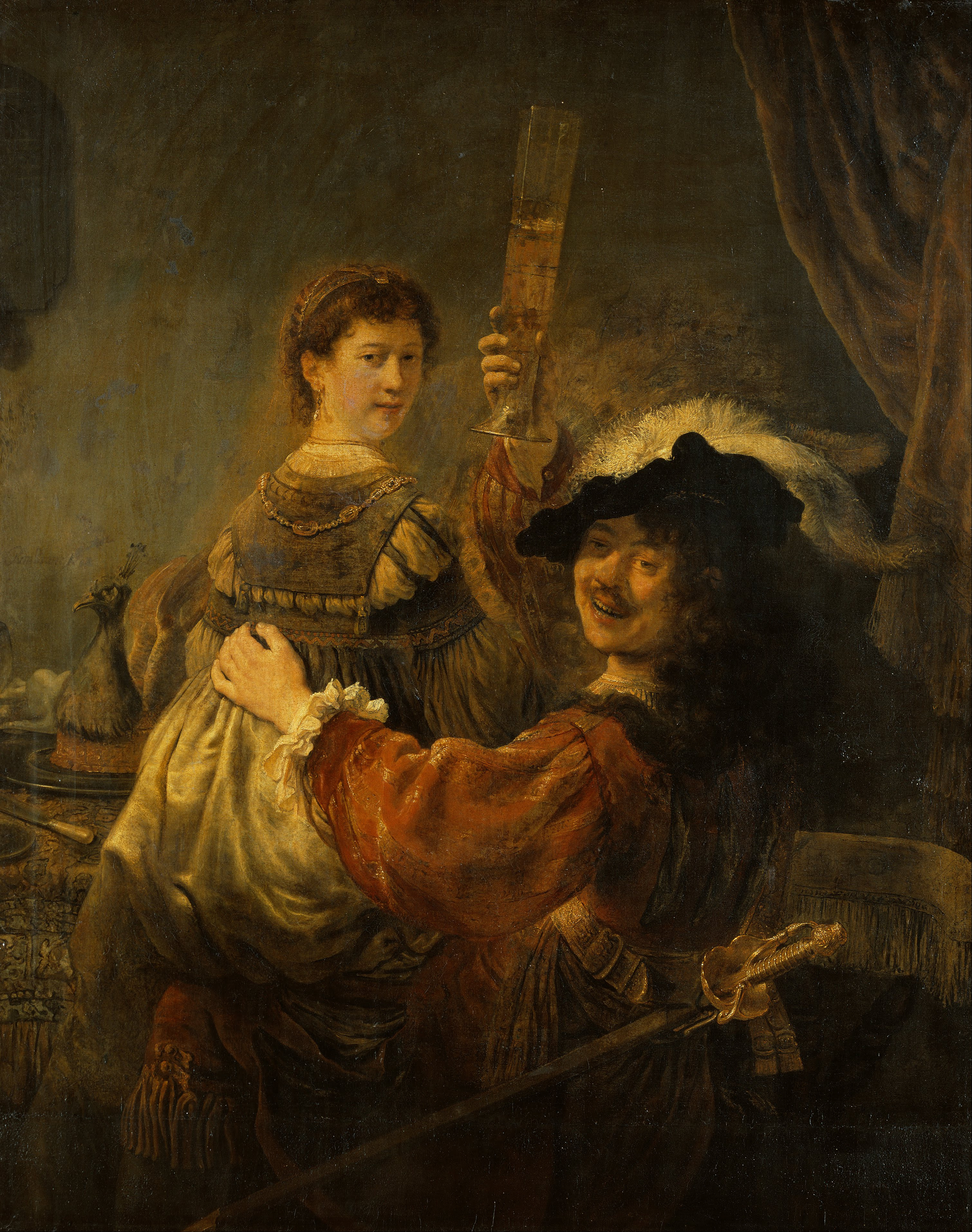
Rembrandt cu soția sa Saskia, Gemäldegalerie, Dresda

În 1634 se căsătorește cu Saskia van Uylenburgh, verișoara negustorului de artă. Prin căsătorie, Rembrandt pătrunde în cercurile marei burghezii din Amsterdam, Saskia, fiică a primarului, îi aduce și o zestre de 40.000 de florini. Tânăra pereche se stabilește în cartierul elegant, cumpără o casă mare pe Breestraat, Rembrandt își instalează atelierul la etajul al doilea al noii lor case. Clădirea se află în vecinătatea cartierului evreiesc, într-o zonă a orașului Amsterdam pulsând de viață, ceea ce a influențat paleta de culori a maestrului.
Soții Rembrandt sunt extrem de afectați de moartea primilor trei copii ai lor. În 1641 se naște Titus. Copilul se bucură de o bună sănătate, în schimb cea a Saskiei se deteriorează. Se îmbolnăvește de tuberculoză și moare la 14 iunie 1642. Între timp, Rembrandt care tocmai termină tabloul intitulat Rondul de noapte, ajunge în culmea gloriei. Succesele sale în pictură sunt întunecate însă de moartea femeii iubite, pe care a eternizat-o de atâtea ori în tablourile sale.

### Ultima perioadă a vieții
Rămas văduv, Rembrandt angajează o educatoare pentru fiul său, Titus. În 1646, această sarcină va fi luată de Hendrickje Stoffels, care îndeplinește un rol dublu, acela de educatoare și de ibovnică. Pictorul este din nou foarte îndrăgostit, trăiesc ca soț și soție, dar nu se căsătoresc oficial. Justiția ecleziastică îi acuză de imoralitate, citându-i în proces. Încălcând normele legale în vigoare în Olanda secolului al XVII-lea, Hendrickje mai trăiește nouă ani alături de artistul tot mai bătrân și mai izolat de lume. Creditorii îl urmăresc tot mai insistent, relațiile artistului cu beneficiarii se deteriorează și ele. În 1656 Rembrandt este ruinat. Colecția sa de artă este scoasă la licitație și vândută, operele îi sunt împrăștiate. Cu toate acestea își continuă munca de creație. Din această ultimă perioadă datează Sindicii postăvarilor 1662, o serie de autoportrete, Logodnica evreică 1665. Hendickje moare în 1663. De acum încolo Titus se îngrijește de părintele său, dar și el moare în 1668, cu un an înainte de sfârșitul tatălui său.

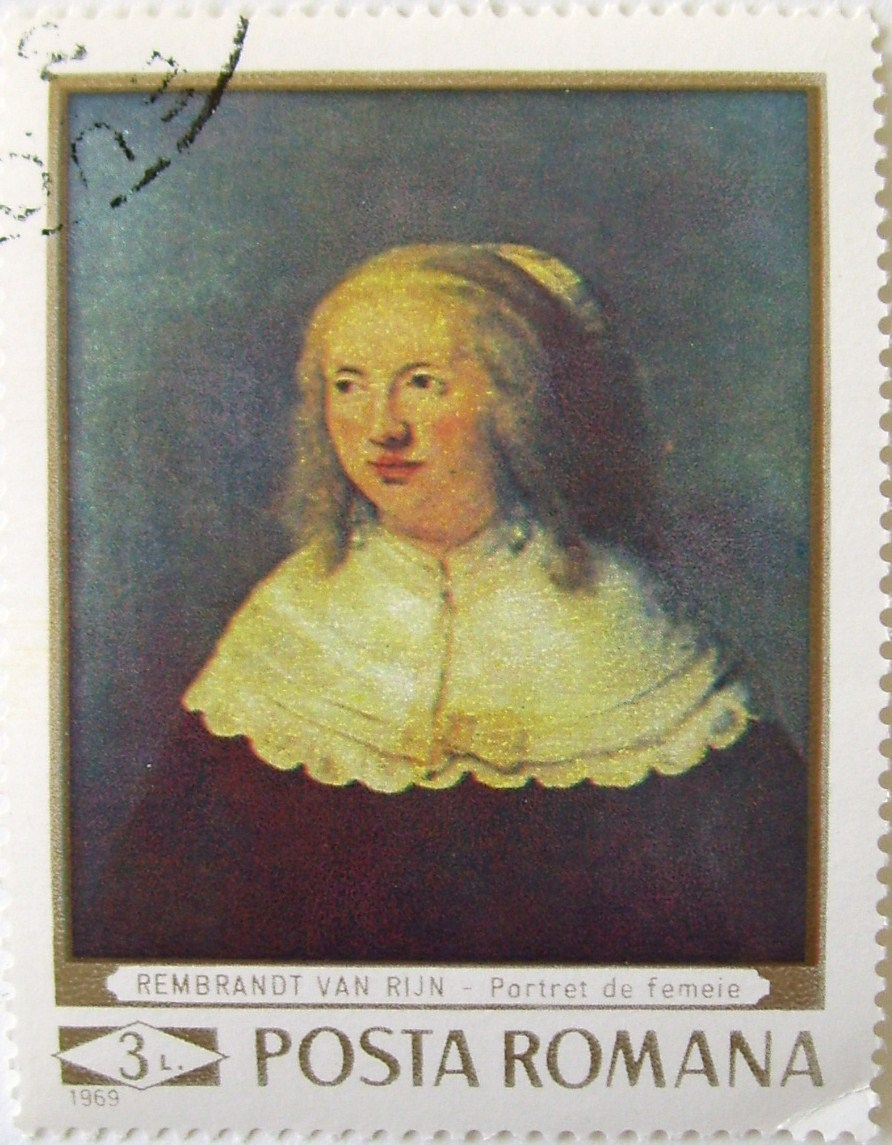
Timbru românesc din 1969

Rembrandt se stinge din viață la 14 octombrie 1669 într-o casă mică din cartierul Rozengracht. Este înmormântat în Westerkerk, într-un mormânt nemarcat.

## Din operele lui Rembrandt

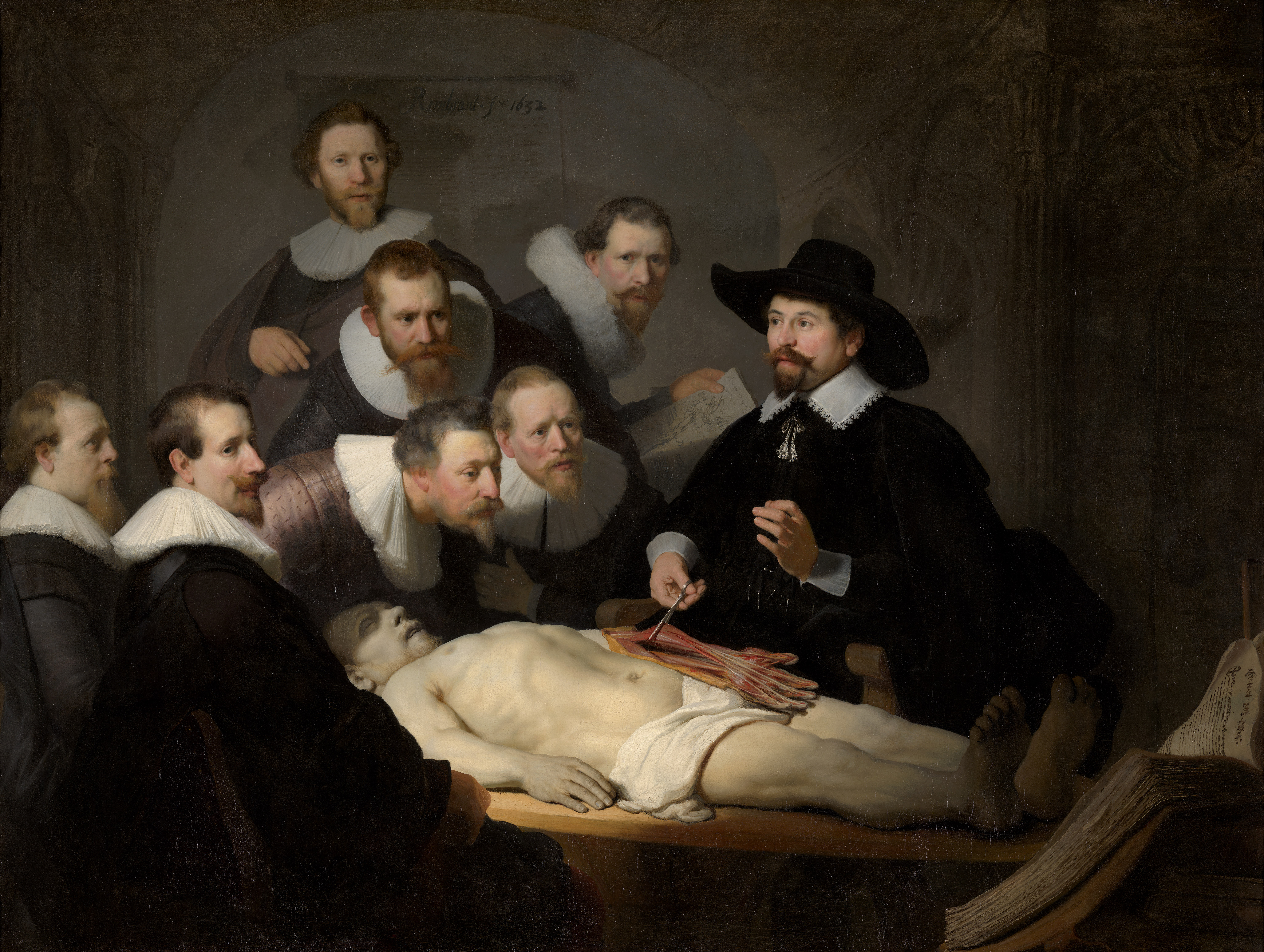
Rembrandt - Lecția de anatomie a doctorului Tulp, 1632 - Mauritshuis, Haga

### Lecția de anatomie a doctorului Tulp
Tabloul Lecția de anatomie, pictat în 1632, l-a făcut celebru pe Rembrandt. Lucrarea este o operă care se încadrează în genul pictural de grup tradițional (în cazul de față este vorba de breasla chirurgilor). Rembrandt, însă, nu numai că nu respectă regulile unor asemenea compoziții, dar le și perfecționează în chip strălucit. Pentru a prezenta prelegerea doctorului Tulp, care execută disecția unui cadavru, artistul se comportă ca un regizor. Alege o construcție tip piramidă, care înviorează scena prezentată, dându-i o tentă teatrală. După mai bine de două decenii, artistul înregistrează un nou succes, de data aceasta cu tabloul intitulat Lecția de anatomie a lui Johan Deyman.

### Ospățul lui Baltazar

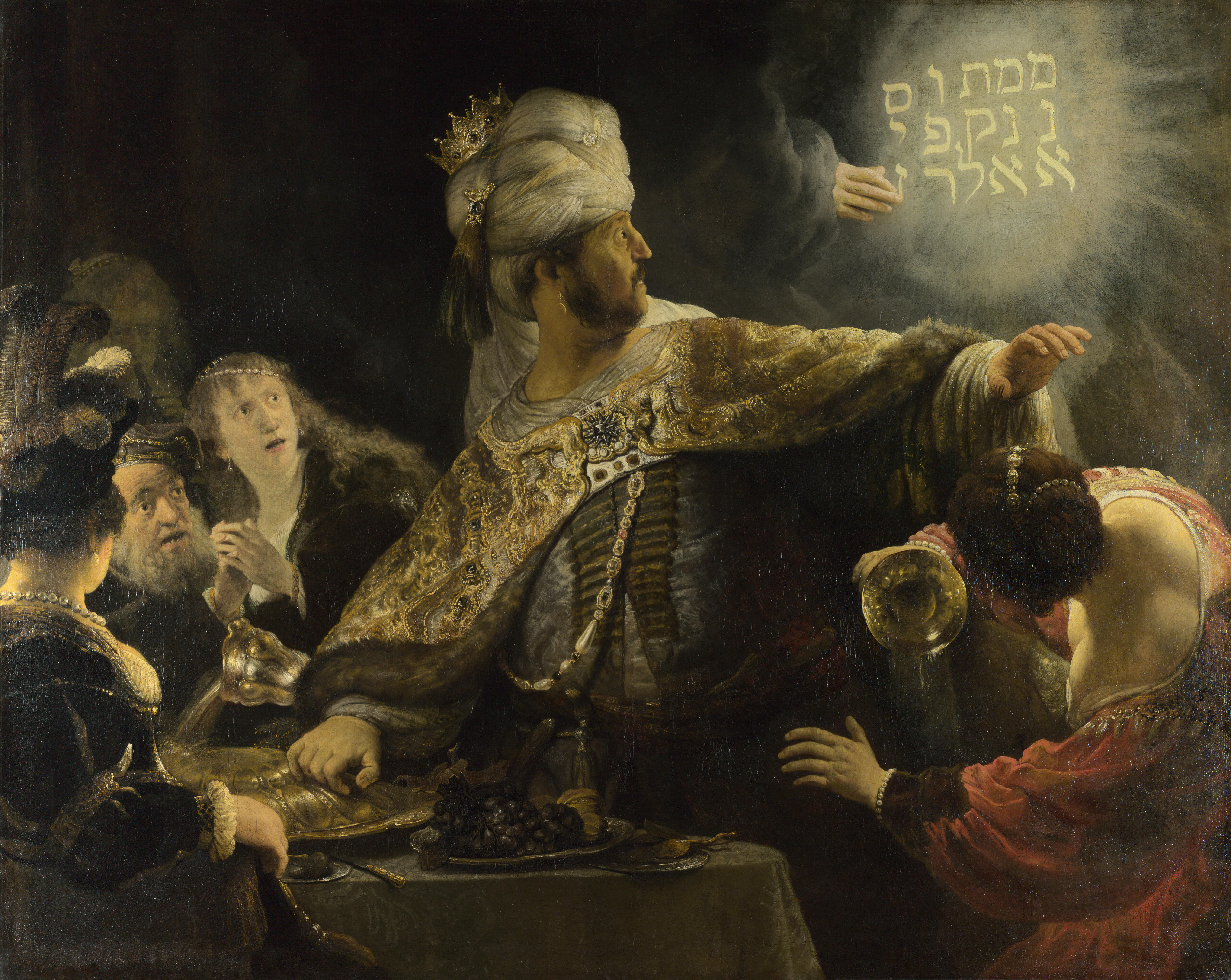
Rembrandt - Ospățul lui Baltazar - National Gallery, Londra

În tabloul Ospățul lui Baltazar (ca.1635), Rembrandt înfățișează spaima lui Nabucodonosor în clipa în care mâna lui Dumnezeu lasă următorul mesaj în ebraică: mane, tekel, fares ("numărat, cântărit, împărțit"), ceea ce el nu înțelege, simțindu-i însă sensul tragic (regatul său va fi divizat mai târziu între mezi și perși). Acest episod din cartea Profetul Daniel se desfășoară în timpul unui ospăț al lui Baltazar. Oaspeții beau din cupele de aur jefuite din templul de la Ierusalim. Spaima de pe chipul comesenilor este evidentă la femeia și la bărbatul din partea stângă a tabloului.

### Rondul de noapte

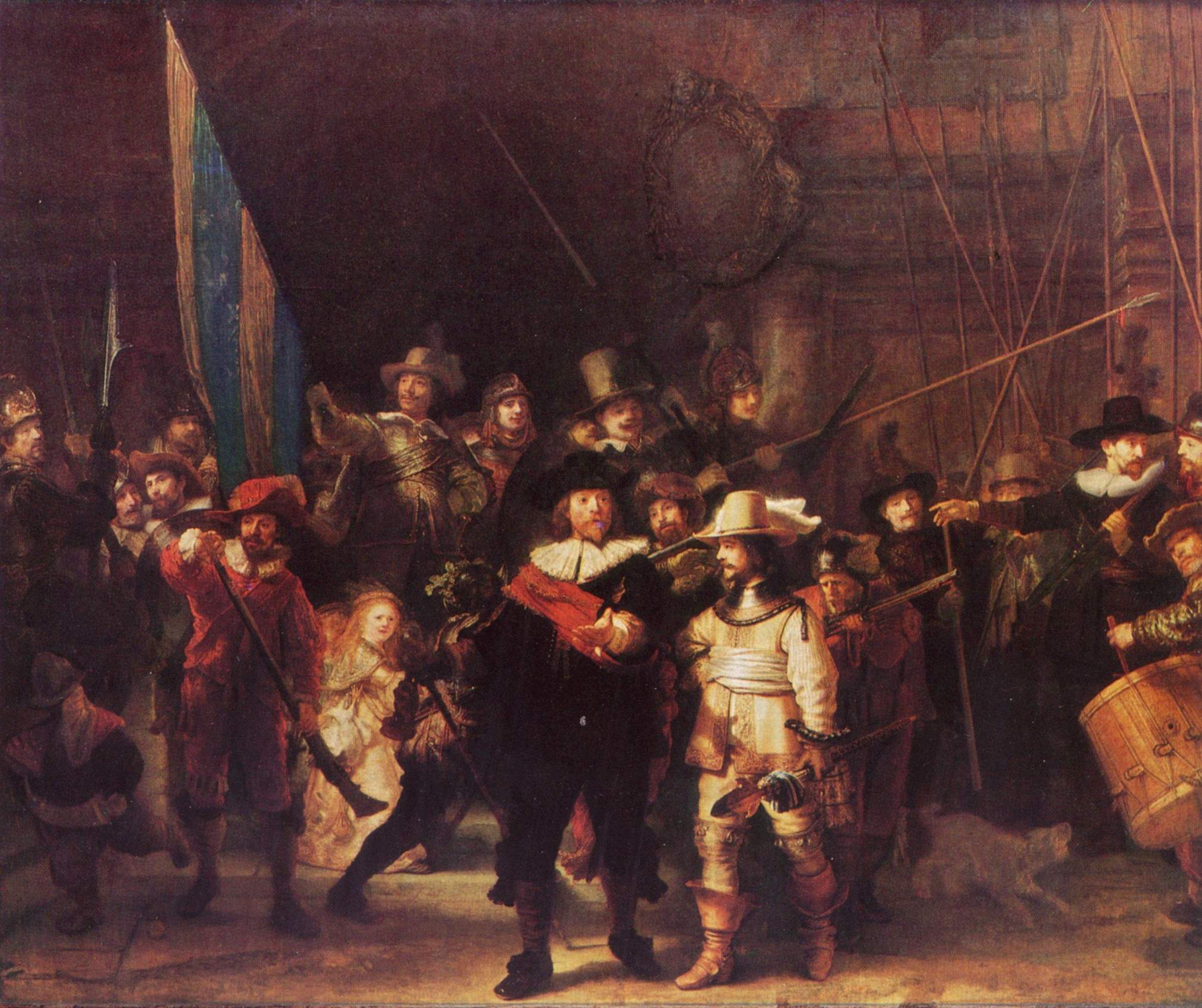
Rembrandt - Rondul de noapte - Rijksmuseum, Amsterdam

Tabloul Rondul de noapte 1642, considerat astăzi o capodoperă, a constituit la vremea sa un scandal. Comandantul Frans Banning Cock ar fi dorit să iasă mai mult în evidență în acest uriaș tablou. Ori, Rembrandt s-a concentrat mai mult asupra acțiunii înseși, decât asupra înfățișării figurilor; pentru el tema este defilarea, mișcarea, acțiunea neobișnuită, și nu tabloul colectiv tradițional al unui grup. Puternicele contraste de lumină și culoare, jocul fin al mișcării trupurilor, umbrelor și rechizitelor înviorează excepțional scena, leagă figurile între ele, alcătuind parcă din acestea o compoziție de lumini. "Vrăjitor, Rembrandt e capabil să facă din noapte zi." (Eugène Fromentin). Prin analiza cu raze Roentgen realizată în 1975 s-a dovedit că lacul, menit să protejeze opera ce înfățișează o acțiune care se desfășoară la lumina unei după-amiezi târzii, se închide cu trecerea timpului, producând iluzia unei scene nocturne.
Numele „Rondul de noapte” nu a fost dat de fapt de Rembrandt, ci de cineva din secolul al XVIII-lea, când tabloul era deja înnegrit. 
O altă curiozitate a picturii este legată de mănușile personajului îmbrăcat în negru din centrul tabloului (comandantul Frans Banning Cock). Acesta ține în mâna dreaptă, înmănușată, o altă mănușă, dar tot pentru mâna dreaptă !
Timp de secole olandezii l-au considerat pe Rembrandt drept un ageamiu, iar acest tablou a fost considerat un eșec.

### Tablouri inspirate de Hendrickje Stoffels

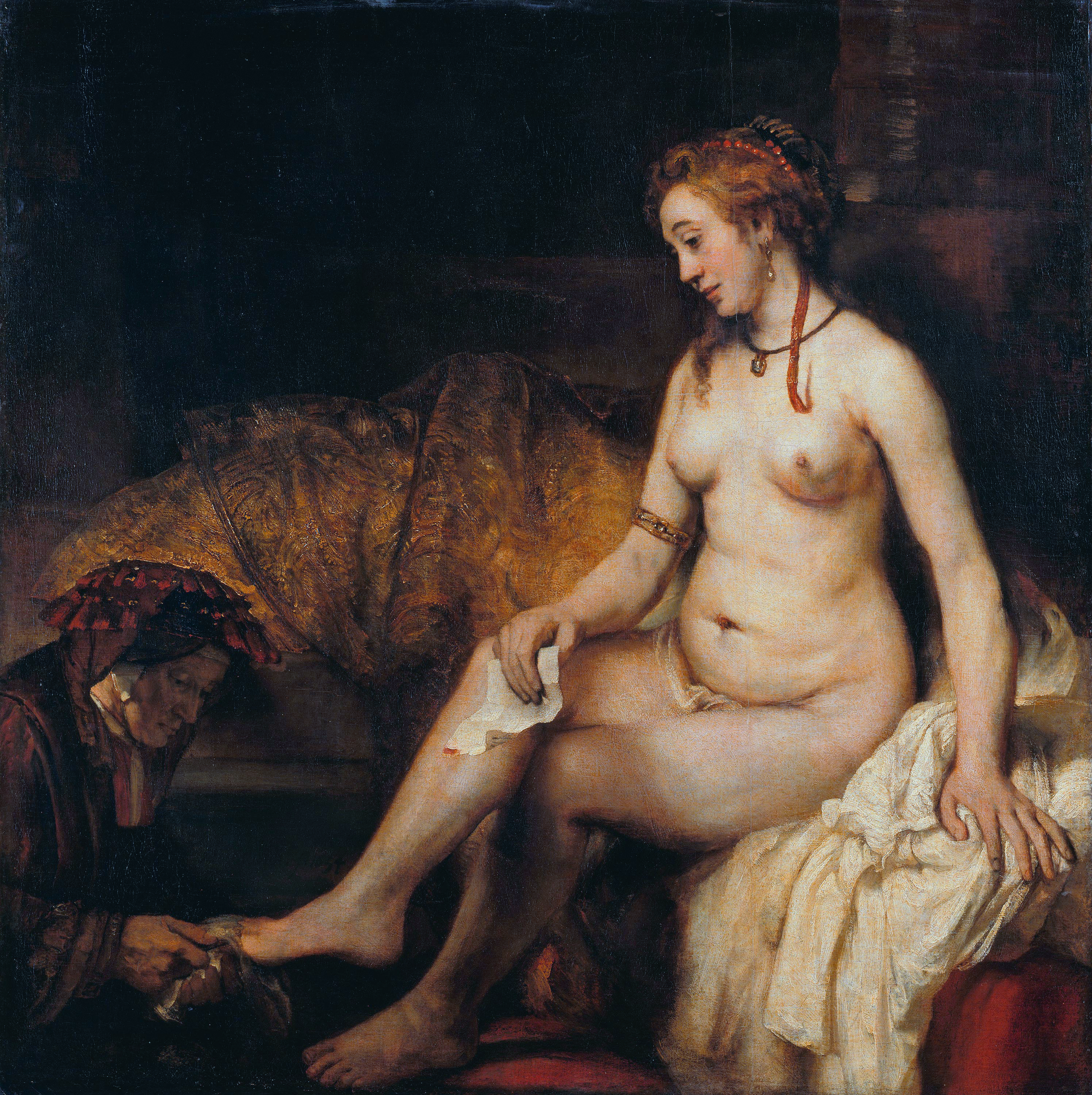
Rembrandt - Batșeba - Muzeul Luvru, Paris

Tabloul intitulat Batșeba, după numele unui personaj biblic, zugrăvește acea clipă a incertitudinii și frământării pe care Batșeba o trăiește, ispitită fiind de regele David al Izraelului. Privirea serioasă și mâna - ținând scrisoarea de dragoste a lui David - sunt cea mai bună mărturie privind îndoielile trăite în realitate de Hendrickje. Frumusețea ei o putem descoperi și în femeia care se pregătește să facă baie într-un râu (pictură din 1654, aflată la National Gallery, Londra).

### Autoportretele lui Rembrandt

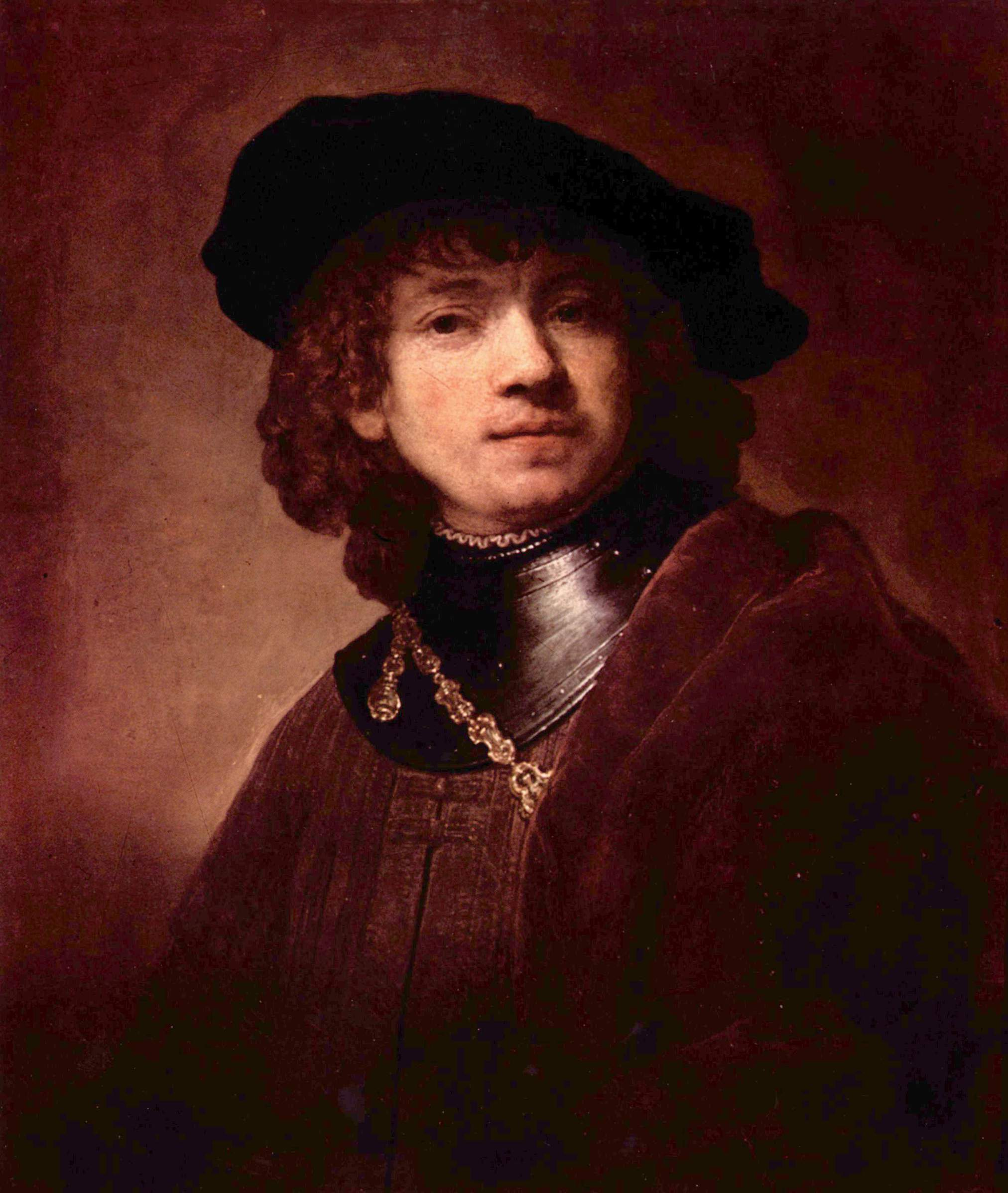
Rembrandt - Autoportret din tinerețe - Galeria degli Uffizi, Florența

Rembrandt a pictat foarte multe autoportrete: în total sunt peste 50 de tablouri și încă mai multe desene și gravuri. Pe primul dintre acestea l-a pictat în 1625, când nu împlinise încă douăzeci de ani, și continuă această tradiție în tot cursul vieții, până la moarte. Cercetând autoportretele lui Rembrandt, putem fi martorii evoluției sale artistice. Materialul pictural, neted la început, se îngroașă mai târziu, factura devine tot mai bogată. În seria sa de autoportrete, Rembrandt dovedește neîncetat că e pictor și că trăiește numai prin pictură.

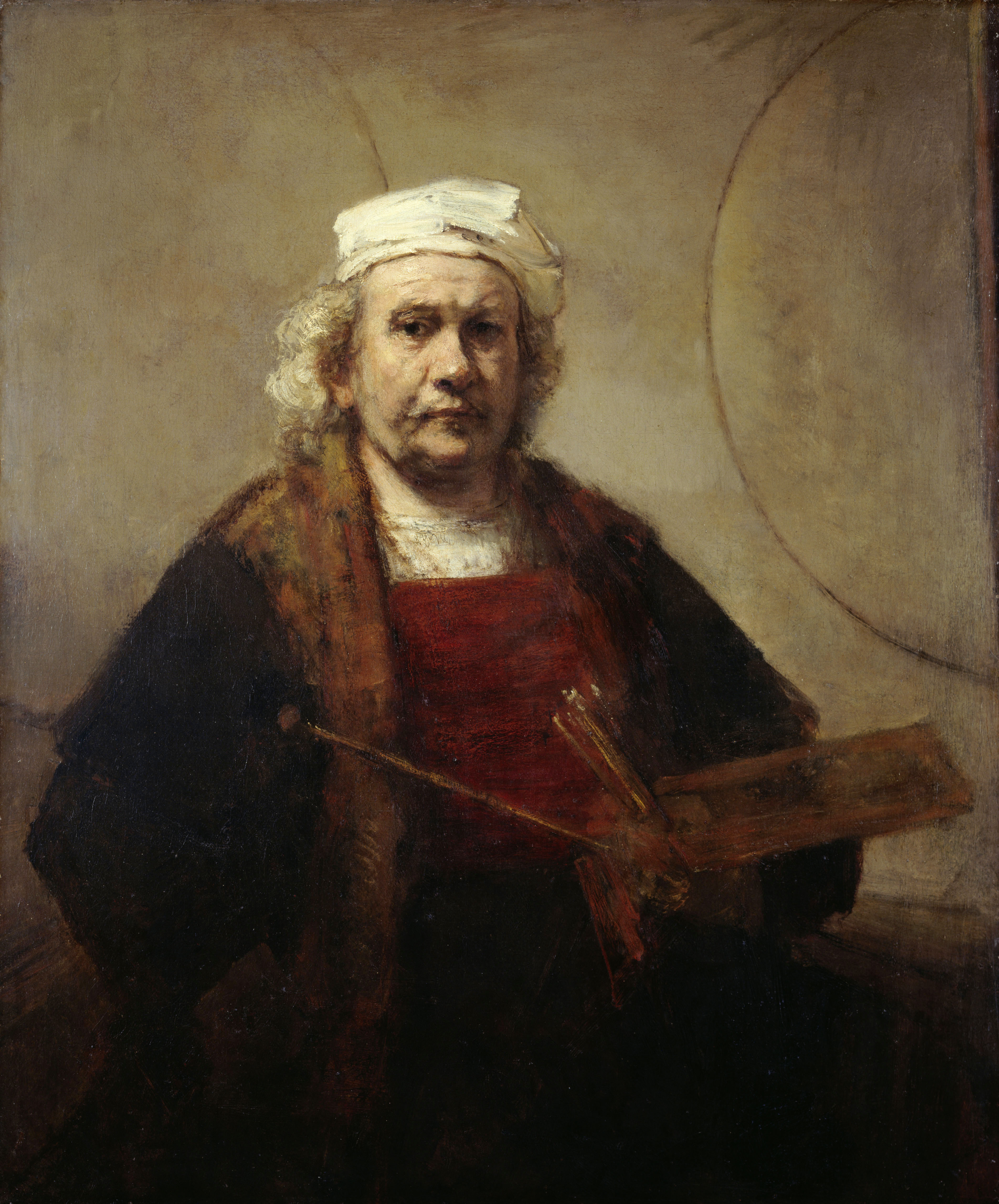
Rembrandt - Portretul artistului cu șevalet - Kenwood House, Londra

## Școala lui Rembrandt
În ciuda faptului că spre sfârșitul vieții a fost chinuit de multe griji și de sărăcie, Rembrandt nu a fost geniul solitar și neînțeles al epocii sale. În atelierul său pictează numeroase tablouri, al căror stil este preluat de tinerii pictori care studiază acolo. Elevii săi învață arta picturii copiind operele maestrului, ceea ce face ca în comerțul de artă să pătrundă "Rembrandt-uri false". În cadrul unui program de cercetare inițiat și condus de specialiști olandezi, s-a constatat că, dacă la începutul secolului al XX-lea erau atribuite lui Rembrandt circa o mie de lucrări, astăzi sunt considerate ca fiind opere autentice ceva mai mult de o treime din acestea. Printre discipolii lui Rembrandt sunt de menționat: Gerrit Dou 1613-1675, Govaert Flink 1615-1660 și mai ales Carel Fabritius 1622-1654 din Delft, fără îndoială cel mai talentat dintre elevii săi, mort de tânăr într-un accident.